# Будинок Воздвиженка
Буди́нок Воздви́женка — оригінальний будинок, історико-архітектурна пам'ятка-взірець історизму кінця XIX століття у місті Зінькові (районний центр Полтавської області).
Розташований по центральній вулиці міста Воздвиженської (будинок № 26).

## Історія та опис
Будинок був споруджений у 1897 році на замовлення поміщика Воздвиженка.
Будинок Воздвиженка — мурований, двоповерховий. Планувальне рішення і декоративні елементи готичного стилю, застосовані в оздоблені фасадів, дозволяють окрім романтизму віднести споруду в архітектурному плані до раннього романтичного модерну.
До німецько-радянської війни у будинку містився виконком районної Ради депутатів трудящих.
По війні і до 1996 року тут розташований гуртожиток Зіньківського державного професійно-технічного училища № 25.
Наразі перебуває у власності депутата Верховної Ради - Кулініча Олега Івановича.

## Джерело
- Воздвиженка будинок // За ред. А. В. Кудрицького. Полтавщина : Енцикл. довід.. — К. : УЕ, 1992. — С. 1024. — ISBN 5-88500-033-6. — С. 140